# Bogusław Augustyn (aktor)
Bogusław Augustyn (ur. 18 grudnia 1953 w Warszawie) – polski aktor teatralny i filmowy.
W 1980 roku ukończył studia na PWST w Warszawie.

## Filmografia (wybór)
- 1980: Ciosy
- 1980: Dom (odc. 5)
- 1981-1987: 07 zgłoś się policjant (odc. 21; wystąpił również w odc. 11)
- 1982: Wielki Szu
- 1983: Haracz szarego dnia − "Jaguar"
- 1983: Katastrofa w Gibraltarze
- 1983: Stan wewnętrzny − pracownik Radia Grynia
- 1984: Dzień czwarty − powstaniec
- 1984: Trzy młyny − szef Hitlerjugend (odc. 2)
- 1985: Dłużnicy śmierci − Mały, członek oddziału Groma
- 1985: Gra w ślepca − znajomy Ewy
- 1985: Rośliny trujące − kelner
- 1985: Zdaniem obrony − pracownik warsztatu (odc. 3)
- 1986: Republika nadziei − Włodzimierz Lewandowski
- 1986: Zmiennicy − Henio, robotnik we włazie kanalizacyjnym (odc. 2)
- 1987: Między ustami a brzegiem pucharu − Ebendorf
- 1987: Sławna jak Sarajewo − tajniak
- 1987: Śmieciarz (odc. 3 i 4)
- 1987: Wielki Wóz − oficer ginący w trakcie próby ucieczki
- 1987: Zabij mnie glino − więzień atakujący Malika
- 1988-1990: W labiryncie
- 1989: Po upadku. Sceny z życia nomenklatury − tajniak aresztujący Piotra
- 1989: Reduty września
- 1989: Stan strachu
- 1989: Urodzony po raz trzeci
- 1997: Sposób na Alcybiadesa (odc. 1)
- 2001: Marszałek Piłsudski (odc. 8)
- 2005-2006: Pensjonat pod Różą − ginekolog Jarek Miklosik (odc. 62, 65, 75, 84, 104 i 105)
- 2019-2020: Klan - Profesor (odc. 3550, 3674)